# Barbatianus z Ravenny
Svatý Barbatianus z Ravenny (? - 5. století, Ravenna) byl knězem v Ravenně. v době Galli Placidii.

## Hagiografie

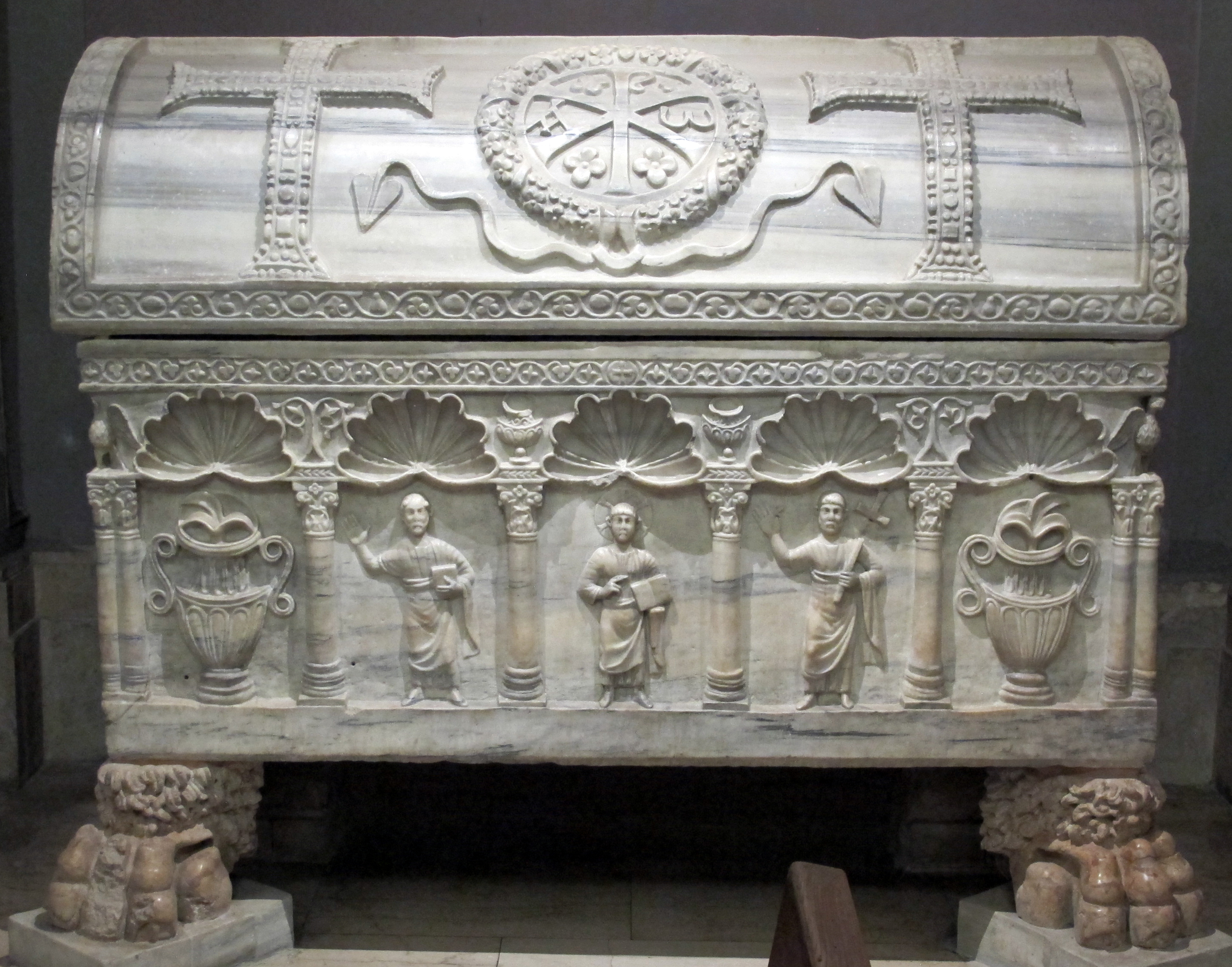
Sarkofág Svatého Barbatiana

Vše co víme o Barbatianovi je řečeno v Acta sancti Barbatiani presbiteri et confessoris, psaný před 11. století. Inspiroval se jím svatý Petr Damián.
Podle Acta, byl Barbatianus antiochijského původu, který na začátku 5. století přišel do Říma, věnovat se životu modlitby a pokání na Kalixtově hřbitově. Udělal mnoho zázraků a jeho pověst svatosti se donesla až k císařovně Galle Placidii, která ho chtěla za svého duchovního otce a vzala ho do Ravenny. Zde založil komunitu mnichů a vybudoval klášter (Svatý Jan Křtitel).
Podle Rasponiho textů byl knězem ravennského kláštera Svatého Jana Křtitele, a zemřel po smrti Theodoricha Velikého (526) a poté byl uctíván v Ravenně.

## Kult
Podle Římskéhp martyrologia se jeho svátek slaví 31. prosince: "V Ravenně, Svatý Barbatianus, kněz".
Jeho ostatky odpočívají v Ravennské katedrále, v sarkofágu z 6. století.